# Alexander Struys

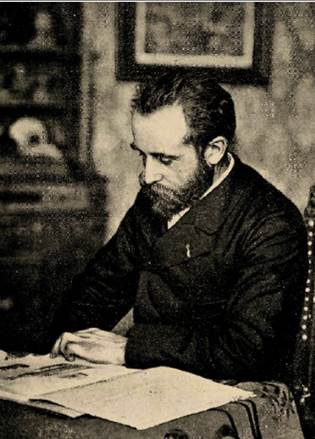
Alexander Struys, um 1894

Alexander Théodore Honoré Struys (* 24. Januar 1852 in Berchem (Antwerpen); † 25. März 1941 in Ukkel bei Brüssel) war ein belgischer Porträt-, Historien- und Genremaler.

## Leben
Alexander Struys war der Sohn des aus den Niederlanden stammenden Glasmalers Dirck Pierre Struys und seiner belgischen Frau Adèle Honorine Theresa Van Bredael. Der Vater war nach Antwerpen gekommen, um seine künstlerische Ausbildung an der dortigen Kunstakademie zu vollenden. Zurück in der Heimat, erhielt Alexander Struys bereits mit sechs Jahren Unterricht in der Zeichenklasse an der Akademie in Dordrecht bei Johann Rutten und bei dem Maler Johannes Antonius Canta in Rotterdam.
Im Alter von zwölf Jahren, die Familie war wieder in Antwerpen, wurde er ab 1864 bis 1871 Student der Akademie, der Koninklijke Academie voor Schone Kunsten bei Polydore Beaufaux (1829–1905) und Joseph van Lerius (1823–1876). Studienreisen führten ihn nach Deutschland und gemeinsam mit Jan Van Beers nach Paris und London. 1871 stellte er erstmals im Genter Salon aus: A Young Girl returning from School. Sein Bild Roofvogels / Birds of Prey, zwei Jesuiten bei einem Sterbenden als Erbschleicher darstellend, führte 1876 wegen seiner antiklerikalen Aussage zu einem Skandal.
Im Jahre 1878 folgte Struys dem Ruf, als Nachfolger von Charles Verlat Professor an der Großherzoglich-Sächsischen Kunstschule in Weimar zu werden. Diese Funktion übte er aus bis 1882, danach ließ er sich in Den Haag nieder, lebte aber zeitweise auch in Antwerpen und Brüssel. Ab dieser Zeit widmete er sich vor allem der Porträtmalerei.
Zwei Jahre später kam der nächste Ortswechsel, ab 1884 war er wieder zurück in Belgien und hatte seinen Wohnsitz nun in Mecheln, Boulevard des Capucins No. 172. Hier wurde er Direktor der Mechelner Königlichen Zeichenakademie. Struys war Mitglied der Königlichen Belgischen Akademie. und des Institut de France. Alexander Struys starb 1941 in seinem 90. Lebensjahr in Ukkel in der Nähe von Brüssel. Seine Grabstätte befindet sich auf dem Antwerpener Friedhof Schoonselhof.
Als Künstler sammelte Struys Ruhm für seine Porträts, vor allem aber durch seine von Elend und sozialen Missständen inspirierten Genreszenen, die in der Regel in dunklen Farben gehalten waren. Seine Werke findet man u. a. in den Museen von Antwerpen, Brüssel, Doornik, Gent, Mecheln, Dordrecht und Weimar.

„Ein anderer grosser Realist, Alexander Struys […], scheint der Mitbewohner aller dieser armen, von Sorgen und Not heimgesuchten, schlecht gelüfteten und dunklen Hütten zu sei. Das spärliche Licht liebkost die leidvollen Gesichter und das armselige Mobiliar; wenn aber die Sonne wirklich einmal freier durch Tür oder Fenster hereindringt in die kleine schmutzige Wohnung, so verwandelt sie sich in ein buntes Heim mit strahlenden flimmernden Farben […].
[Beschreibung: Alexander Struys, Spitzenklöpplerin (Gent, Museum).]“

## Werk
Eine wichtige Phase in Alexander Struys’ Schaffen bildeten drei Werke, die Szenen aus Martin Luthers Leben darstellen. Deren Auftraggeber war der Großherzog Carl-Alexander von Sachsen-Weimar-Eisenach. Es entstanden 18 große Bilder, in denen Szenen aus Luthers Leben von der Schulzeit bis zum Tod dargestellt wurden. Die Bilder wurden ab 1869 innerhalb von 13 Jahren durch Maler der Weimarer Kunstschule geschaffen: Durch Ferdinand Pauwels (7), Paul Thumann (5), Willem Linnig den Jüngeren (3) und Struys. Die Gemälde waren bestimmt für die so genannten Reformationszimmer auf der Wartburg.
- Luthers Predigt in der Stadtkirche zu Leipzig[6]
- Versöhnung der beiden Brüder Grafen Mansfeld durch Luther[6]
- Luthers Tod zu Eisleben 1546[6]

## Werke (Auswahl)

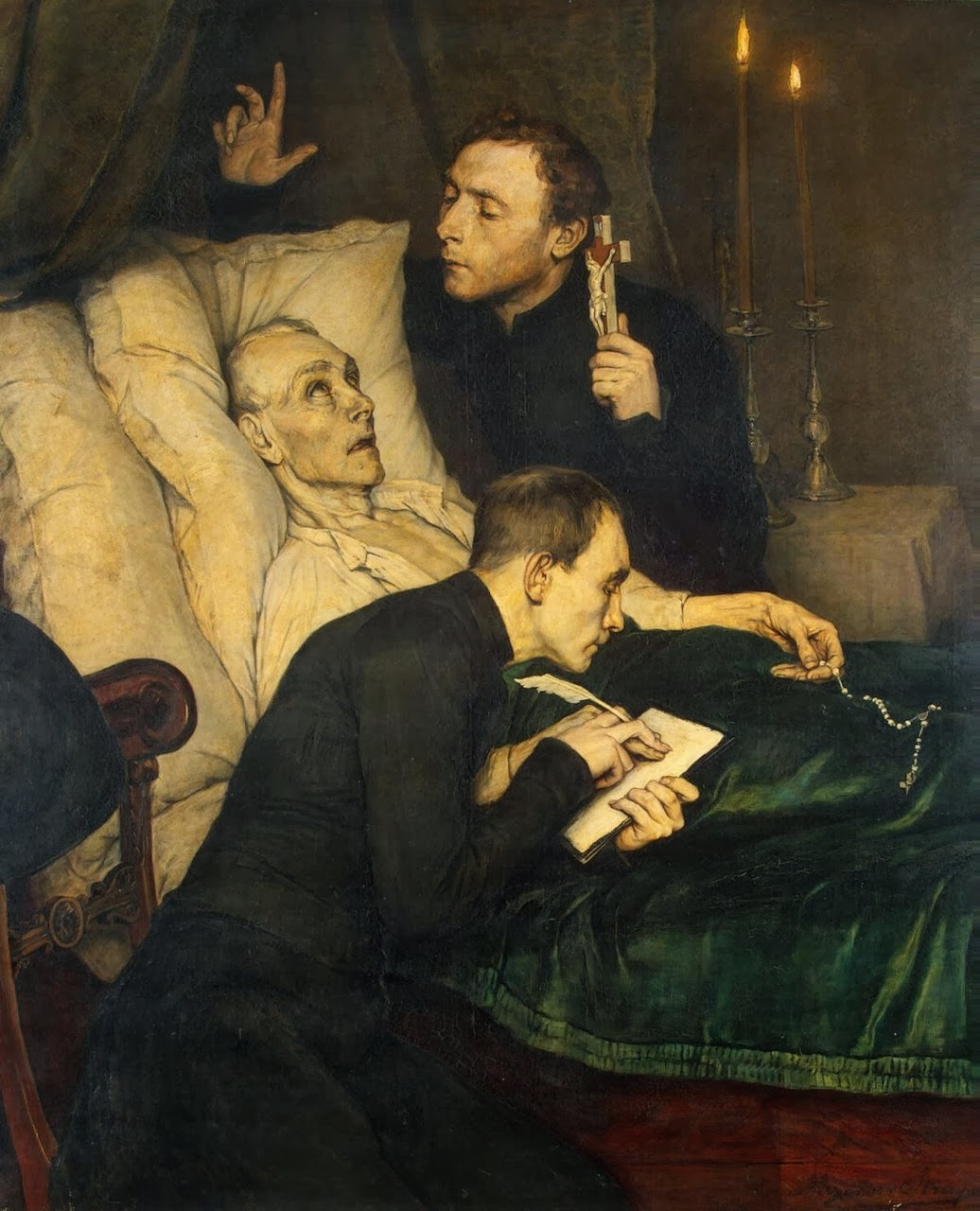
Alexander Struys: Birds of Prey 1876

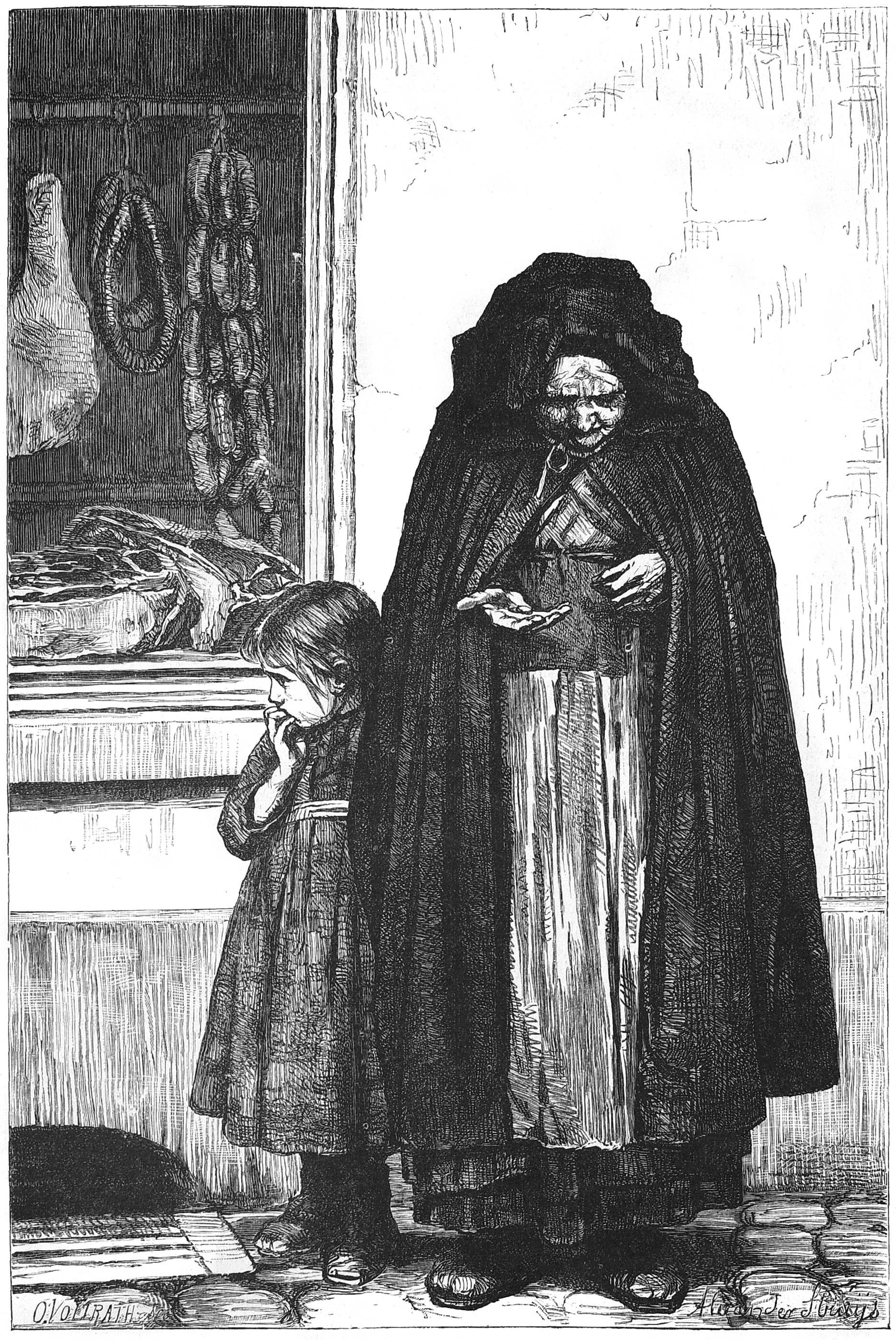
Alexander Struys: Es reicht nicht
Die Gartenlaube (1879)

- Raubvögel (Jesuiten als Erbschleicher), Roofvogels, God is dood (NL), Birds of Prey (EN) (Eremitage Sankt Petersburg)
- Enttäuschung (Es reicht nicht).
- Peut-être ? „Vielleicht ?“
- Alles dahin.
- Trost den Betrübten.[8]
- Gottvertrauen.[9]
- De Broodwinner. 1887[10]
- Krankenbesuch, „Het Bezoek bij den zieke“. 1893[11][10]
- Spitzenklöpplerin, „De Mechelsche Kantwerkster“. 1902[5][10]
- Allein beim Stelldichein.
- Verzweifelt.
- Porträt der Catharina Beersmans
- Bildnis Frau Mathilde Arnemann (Klassik Stiftung Weimar)

## Schüler
- Elmar von Eschwege (1856–1935)
- Max Merker (1861–1928)
- Adolf Rettelbusch (1858–1934)
- Christian Rohlfs (1849–1938)
- Maximilian Schäfer (1851–1916)